# 世界ウルトラショー
『世界ウルトラショー』（せかいウルトラショー）は、1981年5月2日から同年9月19日まで日本テレビ系列で放送されていた読売テレビ製作のバラエティ番組である。全9回。

## 概要
世界中の一発芸人たちを日本に迎え、危険な芸やお笑い芸を披露してもらっていた。司会はおぼん・こぼんが務めていた。
番組は基本的に毎週土曜 19時00分 - 19時30分（日本標準時）に放送されていたが、プロ野球ナイター中継が行われる日には放送を見送られた。また7月と8月には、ナイター中継に加えて『宇宙戦艦ヤマト 新たなる旅立ち』（8月15日）と『24時間テレビ 愛は地球を救う4』（8月22日）もこの時間帯に放送されたことから、番組は1か月半にわたって放送されなかった。そして最終回は、ナイター中継の9月26日放送分の雨傘番組にされた。当日には試合が予定通りに行われたことから当該回は放送されず、9月19日放送分が番組最後の放送となった。

## 放送リスト
| 回 | 放送日 （1981年） | サブタイトル                           | 備考                                                        |
| -- | ----------------- | -------------------------------------- | ----------------------------------------------------------- |
| 1  | 5月2日            | 必殺！人間標的撃ち／大格闘！巨人対巨人 |                                                             |
| 2  | 5月9日            | 大爆発！死の棺桶から危機一髪の大脱出   |                                                             |
| 3  | 5月23日           | 鉄人 素手で岩石割り／ イランの軟体人間 |                                                             |
| 4  | 6月13日           | （無し）                               | 雨傘番組。ナイター中継「巨人×ヤクルト」の雨天中止に伴い放送 |
| 5  | 6月20日           | 驚異45キロ砲弾を首で受ける怪力不死身男 |                                                             |
| 6  | 7月4日            | 超能力!? 驚異の催眠術となわ抜けの妙術  |                                                             |
| 7  | 8月29日           | 不死身の鉄人 決死のオートバイ四方囲み  |                                                             |
| 8  | 9月5日            | 剣先の妙技 西ドイツの空中バランス人間  |                                                             |
| 9  | 9月19日           | 驚異！華麗！世界のウルトラ人間大集合   |                                                             |
|    | 9月26日           | （無し）                               | 雨傘番組。ナイター中継の実施により未放送                    |

参考：『読売新聞縮刷版』読売新聞社、1981年4月11日 - 同年9月26日付のラジオ・テレビ欄。
| 日本テレビ系列 土曜 19:00 - 19:30                   | 日本テレビ系列 土曜 19:00 - 19:30                   | 日本テレビ系列 土曜 19:00 - 19:30                                            |
| 前番組                                              | 番組名                                              | 次番組                                                                       |
| --------------------------------------------------- | --------------------------------------------------- | ---------------------------------------------------------------------------- |
| 宇宙戦艦ヤマトIII （1980年10月11日 - 1981年4月4日） | 世界ウルトラショー （1981年5月2日 - 1981年9月19日） | げんてんクイズ ↓ 一発逆転!!げんてんクイズ （1981年10月10日 - 1982年2月27日） |